# Setge de Cadaqués (1655)

## Antecedents
L'any 1655 l'exèrcit francès inicià un nou atac en el front català. Per tal d'aixecar el bloqueig de Roses, calia prendre entre altres Cadaqués. L'operació fou concebuda com una empresa mixta en què un exèrcit terrestre posaria setge a la vila mentre una flota que transportava d'altra banda tropes terrestres assetjaria la plaça per la façana marítima.

## L'exèrcit francès
L'exèrcit terrestre estava format per la companyia de guàrdies del Príncep de Conti, el de cavalleria d'Aubeterre, Mérinville i Cauvisson i els regiments d'infants de Vaissaux-Candale, el d'Hocquincourt, Normandie i Champagne. Per la seva banda la flota que sortí d'Agde transportava els regiments de Poitou, Marine, Royal (irlandois), Mercoeur i Provence. La flota estava composta per 6 vaixells comandats pel Duc de Mercoeur (L'almiral La Lune de 48 canons botat el 1641, Le vice-almiral Le Mercoeur de 70 canons, Le César de 54 canons botat el 1648, L'Anna de 46 canons botat el 1650, Le Dragon de 46 canons botat el 1646, Le Samuel), almenys una galiota i 6 galeres comandades per Gaspar de Comminges de la Ferrière (La Ferrière, La Collongue, La Mercoeur, La Montréal, La Castelane i La Boisise).

## El setge
Bloquejada per mar i terra, la plaça tenia ja la trinxera oberta el 10 de maig. El dia 27 de maig la plaça capitulava.

## Conseqüències
Un cop alliberades les tropes franceses anaren a posar setge a Castelló d'Empúries. Pel que fa a la flota, les galeres anaren entre Còrsega i Sardenya a fer el cors, però una tempesta en provocà la pèrdua de 5 d'elles. Pel que fa a les tropes terrestres, aquestes assetjaren Castelló d'Empúries que ocupaven el 10 de juliol.
Els francesos ja no abandonarien Cadaqués fins al final del conflicte encara que la guarnició passava fam i els soldats desertaven a manta. El 1658 s'hi estava de guarnició el regiment d'Andouville.